# آنری فوکیلون

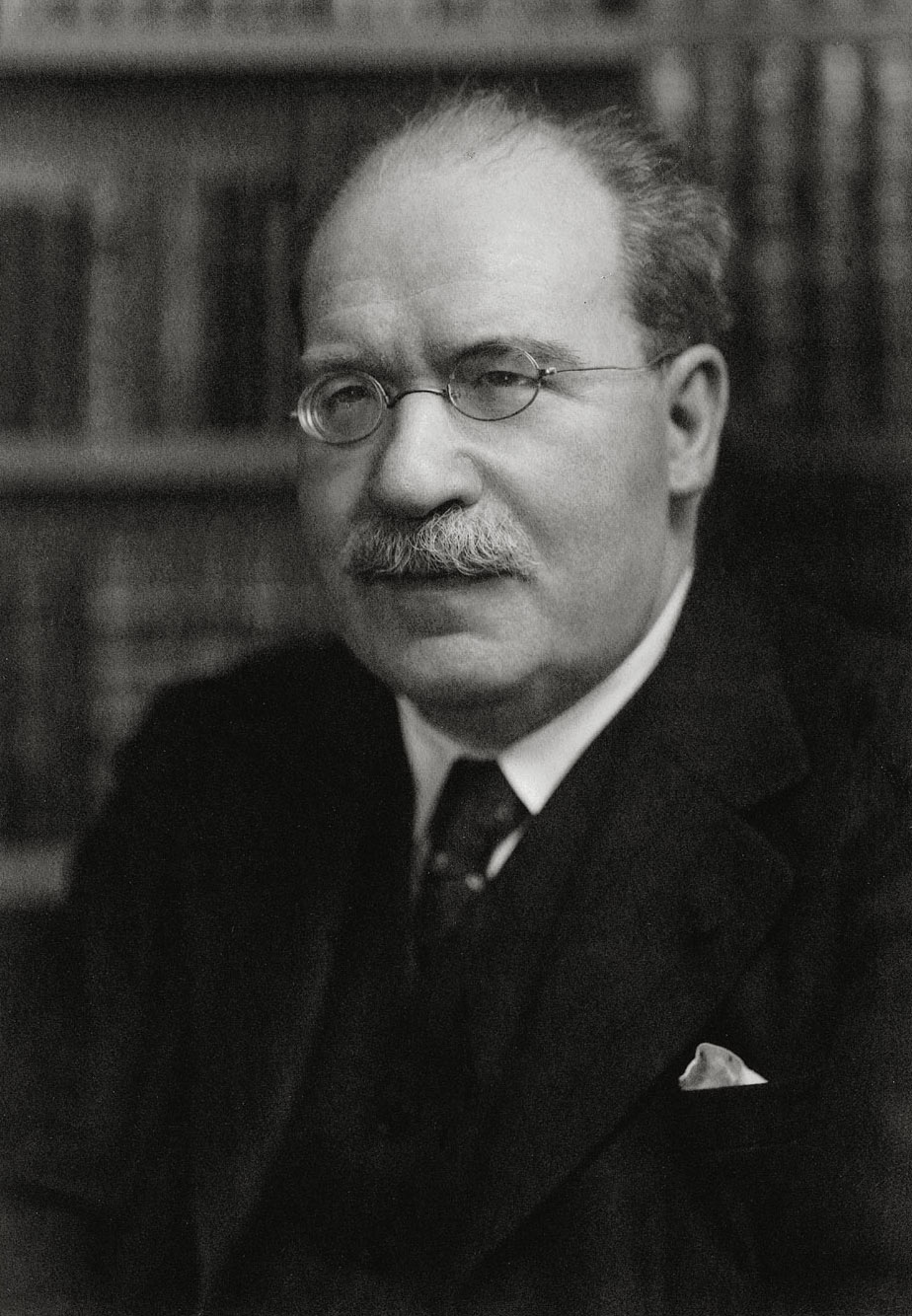
آنری فوکیلون

آنری فوکیلون (به انگلیسی: Henri Focillon) (‏۷ سپتامبر ۱۸۸۱–۳ مارس ۱۹۴۳). مدیر موزه هنرهای زیبای لیون، استاد تاریخ هنر در دانشگاه لیون، استاد در مدرسه هنرهای زیبای لیون، دانشگاه سوربن، دانشگاه کولژ دو فرانس و ایالات متحده بود و در دانشگاه ییل تدریس کرد. او که شاعر، گراورساز و مدرسی بی همتا بود چند نسل از مورخان هنر تربیت کرد که جورج کولبر یکی از آنهاست. بیشترین آوازه‌اش را از آثار خود دربارهٔ هنرهای قرون وسطی دارد که به انگلیسی هم برگردانده شده‌است.